# Łomża Wąskotorowa
Łomża Wąskotorowa – dawna wąskotorowa stacja kolejowa, styczna z normalnotorową stacją, w mieście Łomża, w województwie podlaskim, w Polsce. 
Budynek dworca wybudowany w roku 1929 istnieje w stanie nieprzebudowanym, część pomieszczeń używana jest przez PKP Cargo SA. Budynek zlokalizowany jest przy ulicy Sikorskiego 172B.
Na stacji istniały następujące budynki: 
- dworzec;
- parowozownia;
- ekspedycja towarowa;
- rampa
- magazyn RS;
- budynek gospodarczy.